# Жуков, Григорий Никитич
Григорий Никитич Жуков (25 января 1902 года, город Духовщина — 15 декабря 1975 года, Москва) — советский военачальник, Герой Советского Союза (29.05.1945). Генерал-майор (22.02.1944).

## Начальная биография
Родился 25 января 1902 года в городе Духовщина ныне Смоленской области в семье сапожника. В 1919 году закончил городское училище. В октябре этого года стал работать оперативным работником в Духовщинском отделении Смоленской губернской чрезвычайной комиссии.
В январе 1920 года добровольцем зачислен в Красную Армию. В том же году окончил 2-е Московские пехотные командные курсы. Участник Гражданской войны с июля 1920 года, когда был зачислен командиром роты в 513-й стрелковый полк 57-й стрелковой дивизии на Западном фронте. Участвовал в боях против польской армии, 16 октября 1920 года под Слуцком попал в плен, сумел бежать. Зачислен командиром роты резервного батальона 4-й стрелковой дивизии, затем командиром роты 31-го стрелкового полка, с сентября 1921 — командир взвода дивизионной школы этой дивизии. В октябре 1921 года уволен в бессрочный отпуск по личной просьбе.

## Межвоенное время
В мае 1922 года восстановился в РККА и служил инструктором допризывной подготовки Духовщинского уездного военкомата. С апреля по сентябрь 1924 года — командир роты 86-го стрелкового полка 29-й стрелковой дивизии Западного военного округа (Вязьма). Затем уволен в запас.
Вновь восстановлен в Красной армии в январе 1925 года. С февраля по сентябрь 1925 года вновь служил в 4-й стрелковой дивизии Белорусского ВО, командуя взводом в 12-м стрелковом полку. Затем был на учёбе, окончил повторное отделение при Западной пехотной школе в Смоленске в 1926 году. С этого времени вновь командир стрелкового взвода и взвода полковой школы 12-го стрелкового полка. С апреля 1930 года служил в Военно-технической школе ВВС Ленинградского военного округа: курсовой командир, командир роты. С февраля 1934 — начальник хозяйственной части 253-го авиапарка ВВС Ленинградского ВО. С апреля 1935 — руководитель учебной группы и преподаватель тактики Новгородского учебного центра 1-го стрелкового корпуса. С марта 1936 года — руководитель учебной группы Ленинградского учебного центра (вскоре переименован в Ленинградские курсы усовершенствования командного состава запаса РККА). В это же время, будучи преподавателем, учился и сам: в 1939 году майор Г. Н. Жуков окончил два курса Военной академии РККА имени М. В. Фрунзе.
Учёбу в академии пришлось прервать из-за советско-финской войны. В ноябре 1939 года назначен начальником штаба 701-го стрелкового полка 142-й стрелковой дивизии Принимал участие в боях на Карельском перешейке в составе 7-й и 13-й (с 25.12.1939) армий. Здесь был награждён своим первым орденом — орденом Красной Звезды.
С мая 1940 года — командир 387-го стрелкового полка 136-й стрелковой дивизии в Закавказском военном округе (полк дислоцировался в Ленинакане). В 1941 году вступил в ВКП(б).

### Великая Отечественная война
В начале Великой Отечественной войны дивизия была передана в Северо-Кавказский военный округ и переведена ближе к театру военных действий в Ростов-на-Дону. В действующей армии – с конца сентября 1941 года, когда дивизия вошла в состав 18-й армии Южного фронта. Принимал участие в Донбасской оборонительной операции, проявил отвагу и умелое командование, но уже 8 октября был тяжело ранен. Лечился в эвакогоспитале в Баскунчаке. Однако даже за столь короткий период участия в боях сумел отличиться, за что в марте 1942 года награждён орденом Красного Знамени.
После госпиталя в январе 1942 года назначен заместителем начальника Сталинградского военно-политического училища по боевой подготовке. Когда 23 августа 1942 года немецкие войска внезапно ворвались на окраины Сталинграда, училище было поднято по тревоге и вступило в бой. Участвовал в Сталинградской битве до 11 сентября, когда  личный состав училища был выведен из боя и эвакуирован в город Новоузенск Саратовской области. Там пришлось строить все объекты училища заново.
В апреле 1943 года подполковник Г. Н. Жуков по личной просьбе вновь был направлен на фронт и назначен заместителем командира 214-й стрелковой дивизии, которая переформировывалась под Воронежем. Дивизию включили в состав Степного военного округа, а в июле 1943 года в составе 53-й армии Степного фронта она вступила в Курскую битву. Участвовал в Белгородско-Харьковской и Полтавско-Кременчугской наступательных операциях.
После эвакуации в госпиталь получившего сильную контузию командира дивизии генерал-майора Н. Г. Травникова, в начале сентября принял временное командование 299-й стрелковой дивизией в той же армии, участвовал в битве за Днепр, в том числе в форсировании Днепра и захвате плацдарма в ночь на 2 октября 1943 года. 9 октября 1943 года полковник Г. Н. Жуков был назначен на должность командира 214-й Кременчугской стрелковой дивизии, которая под его командованием принимала участие в боях за расширение плацдарма, а затем в Нижнеднепровской стратегической наступательной операции. В декабре 1943 года за освобождение Александрии дивизия получила почётное наименование «Александрийская» (6 декабря 1943 г.), а 10 декабря награждена орденом Красного Знамени. Затем участвовал в Кировоградской наступательной операции. С 7 февраля по 10 марта 1944 года находился в госпитале по болезни, затем вновь вернулся к командованию дивизией, участвуя в Уманско-Ботошанской операции. C 22 февраля – генерал-майор.
Командир 214-й Кременчугской стрелковой дивизии (78-й стрелковый корпус, 52-я армия, 1-й Украинский фронт) проявил мужество и воинское мастерство в Висло-Одерской стратегической наступательной операции. Командир дивизии настолько тщательно организовал прорыв немецкой многоэшелонированной обороны против сандомирского плацдарма, что в первый же день наступления 12 января 1945 года дивизия прошла 25 километров, сбивая немецкие войска с одного рубежа за другим. Затем ею были прорваны ещё 4 заранее подготовленных оборонительных рубежа, на некоторые из которых дивизия вышла раньше, чем отступавшие войска противника. К концу января дивизия прошла в непрерывном наступлении более 300 километров и вышла к Одеру. 26 января дивизия с ходу начала форсирование реки в 4 км севернее города Олау (Олава, Польша), захватила плацдарм и удержала его до подхода остальных частей армии. В ходе этой операции дивизия уничтожила более 5000 солдат и офицеров противника, 18 танков, 28 артиллерийских орудий, 69 пулемётов, а также был захвачен аэродром с 38 самолётами на нём и около 1500 пленных. Освобождено 300 польских населённых пунктов, в том числе 6 городов.
Указом Президиума Верховного Совета СССР от 29 мая 1945 года за образцовое выполнение боевых заданий командования на фронте борьбы с немецкими захватчиками и достигнутые при этом успехи генерал-майору Григорию Никитичу Жукову присвоено звание Героя Советского Союза с вручением ордена Ленина и медали «Золотая Звезда» (№ 6069). Дивизия за эту операцию награждена орденами Суворова 2-й степени и Богдана Хмельницкого 2-й степени.
В последние месяцы войны успешно командовал дивизией в ходе Нижнесилезской, Верхнесилезской, Берлинской и Пражской наступательных операциях.

### Послевоенная карьера
После войны продолжил командовать 214-й стрелковой дивизией, которая летом 1945 года была передана в состав Львовского военного округа. 18 апреля 1946 года отстранен от должности и направлен в распоряжение Военного совета округа. 11 июня 1946 года уволен в запас по болезни.
Жил в Москве в «Генеральском доме» (Ленинградский проспект, 75). Умер 15 декабря 1975 года. Похоронен на Химкинском кладбище.

## Награды
- Медаль «Золотая Звезда» Героя Советского Союза (29.05.1945);
- два ордена Ленина (21.02.1945, 29.05.1945);
- три ордена Красного Знамени (28.03.1942, 24.12.1943, 3.11.1944);
- орден Суворова 2-й степени (22.02.1944);
- два ордена Красной Звезды (май 1940, ...);
- медали[5].